# Раља (река)
44° 36′ 48.34″ N 20° 59′ 15.74″ E / 44.6134278° С; 20.9877056° И
Раља је река у Шумадији (дугачка 51 km) и припада Црноморском сливу. Лева је притока Језаве, у коју се улива у Радинцу. Раља извире у селу Парцани. Пролази поред Раље (Сопот), Поповића, Мале Иванче, Малог Пожаревца, Дражња, Шепшина, Умчаре, Живковца, Биновца, Водња, Ландола, Коларе, Врбовца, Раље (Смедерево), Радинца и Вранова. Површина слива реке Раље је 310 км².